# Фише, Гийом
Гийо́м Фише́ (фр. Guillaume Fichet, иногда Fischet; 16 сентября 1433, Пти-Борнар, Савойское герцогство — около 1480, Рим) — савойский теолог и гуманист, принимал участие в создании в 1470 году первой французской типографии в Париже.

## Теолог
Родился в зажиточной семье, из которой вышли многие магистраты и представители духовенства. Учился в Ла-Рош, затем в Шамбери, с 1450 года — в Парижском университете. В 1453 году окончил его и занялся преподаванием — сперва преподаёт реторику и философию, затем — теологию, а с 1460 года — экзегетику. В философии придерживается взглядов томизма (выступая против номинализма), а затем — платонизма. С 1461 года — приор Сорбонны, а с 1467 — ректор. 7 апреля 1468 года получает степень доктора теологии. По заданию короля Людовика XI с декабря 1469 по февраль 1470 — посланник при герцоге Милана.

## Первопечатник
В 1470 году приор Сорбонны Жан Анлен приглашает в Париж трёх немецких первопечатников, учеников Гутенберга: Михаэля Фрибургера, Ульриха Геринга и Мартина Кранца. Они привозят с собой всё необходимое оборудование для того, чтобы открыть первую во Франции типографию. Типография располагается в Сорбонне или поблизости. Гийом Фише является помощником в этом начинании и служит своего рода литературным консультантом. Летом или осенью 1470 года типография выпускает первую французскую книгу — Письмовник (лат. Epistolae) Гаспарена де Бергамо. Это книга in quarto, содержащая 118 страниц, напечатана примерно в сотне экземпляров, которые после печати раскрашены вручную и содержат эпистолу Фише.
В начале 1471 года выходит вторая книга — Орфография (лат. Orthographia) авторства того же Гаспарена де Бергамо. Третьей и четвёртой книгой становятся труды римских историков — Саллюстия и Флора. Следом идут книги, более близкие Фише: во-первых, 15 июля 1471 года выходит его Реторика (лат. Rhetorica), написанная на основе преподавания этой дисциплины в Парижском университете, во-вторых — Речи (лат. Orationes) Виссариона Никейского, с которым Фише переписывается с момента своего возвращения из Италии — пропагандистская книга, обосновывающая необходимость крестового похода западных стран против турок. В марте 1472 года Фише является в замок Амбуаз и вручает экземпляр Речей Людовику XI.

## Политик
Летом 1472 года, благодаря хлопотам Фише, Людовик XI соглашается принять Виссариона Никейского, который хочет попытаться убедить короля в необходимости участия в новом крестовом походе. Король отказывается, и когда в сентябре кардинал отправляется обратно в Италию, Фише едет вместе с ним. Виссарион умирает в Равенне 18 февраля, а Фише отправляется в Рим, где служит папе Сиксту IV — сперва в качестве камердинера, затем — исповедника. От этого периода жизни Фише сохранилась запись его проповеди о Стефане Первомученике, произнесённая им 26 декабря 1476 года перед римским папой (coram Papa) и кардиналами.
Точная дата смерти Фише неизвестна, но, вероятно, она имела место не ранее 1480 года.